# 泰國酸肉
泰國酸肉（一般稱法及中部稱法為/nɛ̌ːm/，北部稱法為/tɕîn som/），亦稱酸豬肉（แหนมหมู；/nɛ̌ːm mǔu/），為該國一種豬肉食品，因經過發酵製程而帶有酸味，保存期限很短，在發酵結束後通常直接生吃。酸肉是受歡迎的泰式食品之一，在泰國各地有酸、辣等多種不同的口味，可用來當作菜餚的食材，也可以作為小菜食用。 
每100克（3.5盎司）的酸肉約有185千卡的熱量，不只蛋白質成份豐富，亦包含適量脂肪和少量碳水化合物。雖然在酸肉的樣本裡可找到寄生性細菌或腸道病原菌，但發酵過程內產生的乳酸對沙門氏菌屬有抑制效果，製程中所用的彎曲乳桿菌（Lactobacillus curvatus）防止病原菌在肉中滋生的能力也已獲證實。泰國酸肉製造流程中所含的菌類等微生物均由相應標準規範，有時也會進行照射處理。

## 概要
酸肉的外表呈現紅色，為半乾燥的乳酸發酵豬肉料理，需準備絞碎的生豬肉、豬皮及大量的熟糯米、辣椒、大蒜、糖、鹽和硝酸鉀:p721-736，有時也會用牛絞肉製作。當這些食材混合完成後，會以香蕉葉、合成肠衣或管狀塑膠袋包裹起來，發酵3到5天。酸肉的酸味便是來自於發酵過程，而乳酸菌和酵母在發酵期間於肉內成長，並以米飯和糖為食。加鹽的目的則是為了替肉防腐。
典型的酸肉保存期限很短，可透過冷藏來延長，而其準備過程則可能很耗時間、耗人力。在泰國，酸肉通常儲存在室溫下，這使之約可保存一個星期。位於泰國週邊的東南亞其他區域也會製造酸肉。
酸肉通常是生吃（發酵之後），也常搭配火蔥、薑、鳥眼椒和青蔥。數道菜餚都會將酸肉當作食材，例如酸肉炒蛋、辣米沙拉、蛋炒粉絲酸肉（แหนมผัดวุ้นเส้นใส่ไข่），有時則作為小菜或調味料使用。酸肉的烹調方式也會大大改變其風味。

## 各地酸肉
酸肉被形容為「以豬絞肉製成的泰國人氣肉類產品之一」及「最受歡迎的傳統泰國發酵肉類產品之一」:p721-736。泰國各區均偏好不同口味的酸肉，北部及東北部的酸肉略帶微酸，中部偏酸，南部則為辣味。北部的鍋酸肉（แหนมหม้อ）可放在陶鍋內進行發酵。 
以酸肉做成的料理包括酸肉炒蛋、酸肉炒飯，以及由粉絲、雞蛋及青蔥、紅椒等佐料做成的蛋炒粉絲酸肉。寮國料理中的辣米沙拉也是一種加入發酵酸肉香腸的菜式，其他配料則有飯、椰子、花生、薄荷、芫荽、魚露和檸檬汁。不僅於此，酸肉和米粒揉成球狀油炸、搗碎後，也可以灑在多種食材上，曼谷的小夜曲餐館（Serenade）便提供一道稱作「麥克酸肉」（McNaem）的餐點，將鴨蛋裹在炸過的酸肉內，然後蓋到底下鋪著碎大蒜的義大利燉飯、捲心菜、香菇、香草和煮熟的海扇貝上方。
除此之外，還有多道口味不同的酸肉料理，例如辣炒酸肉（ผัดเผ็ดแหนม）、椰汁酸肉（ต้มข่าแหนม）、魚荷酸肉及糖醋酸肉（แหนมเปรี้ยวหวาน）。

酸肉料理
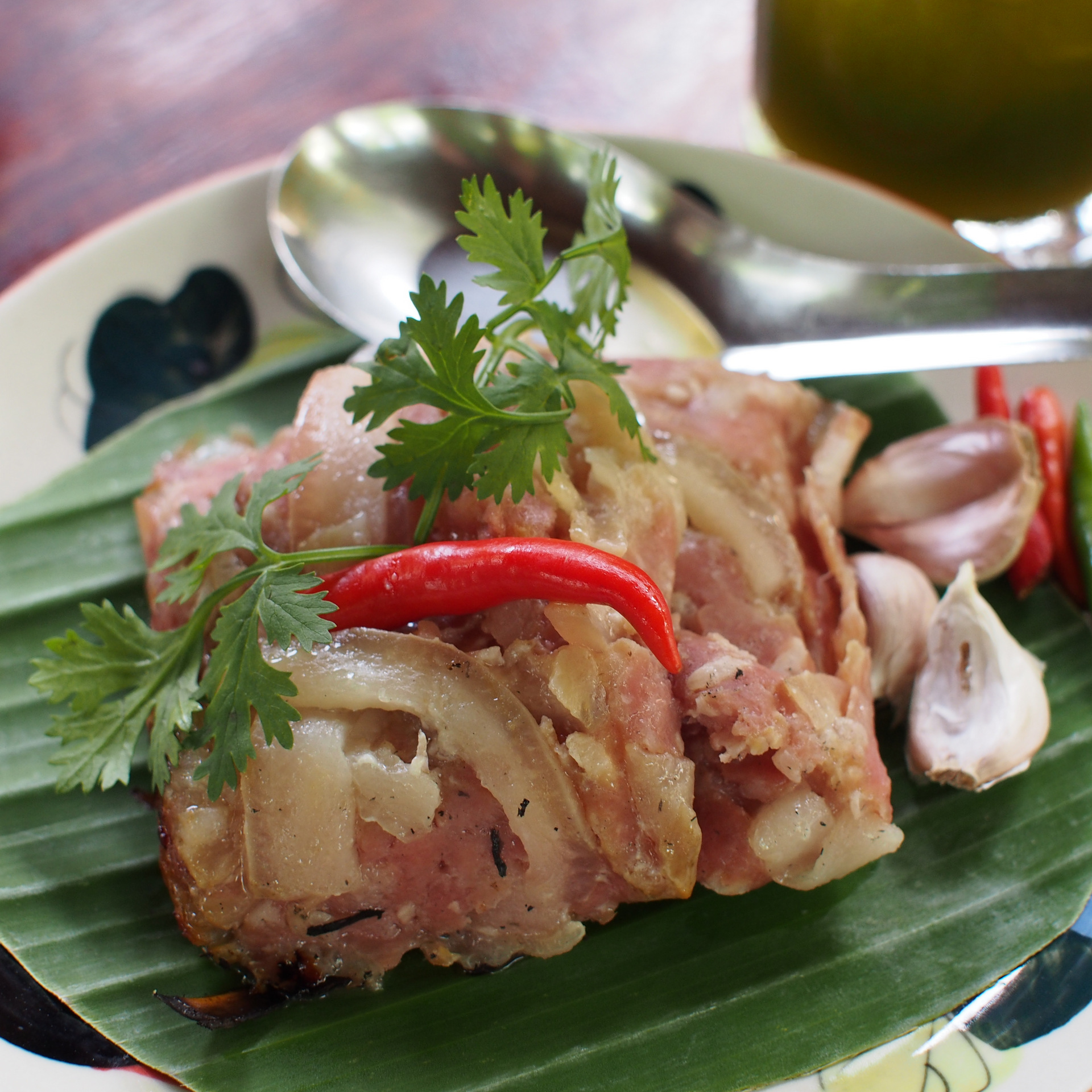
菜包酸肉，以香蕉葉包裹酸肉後烤熟的泰北菜。
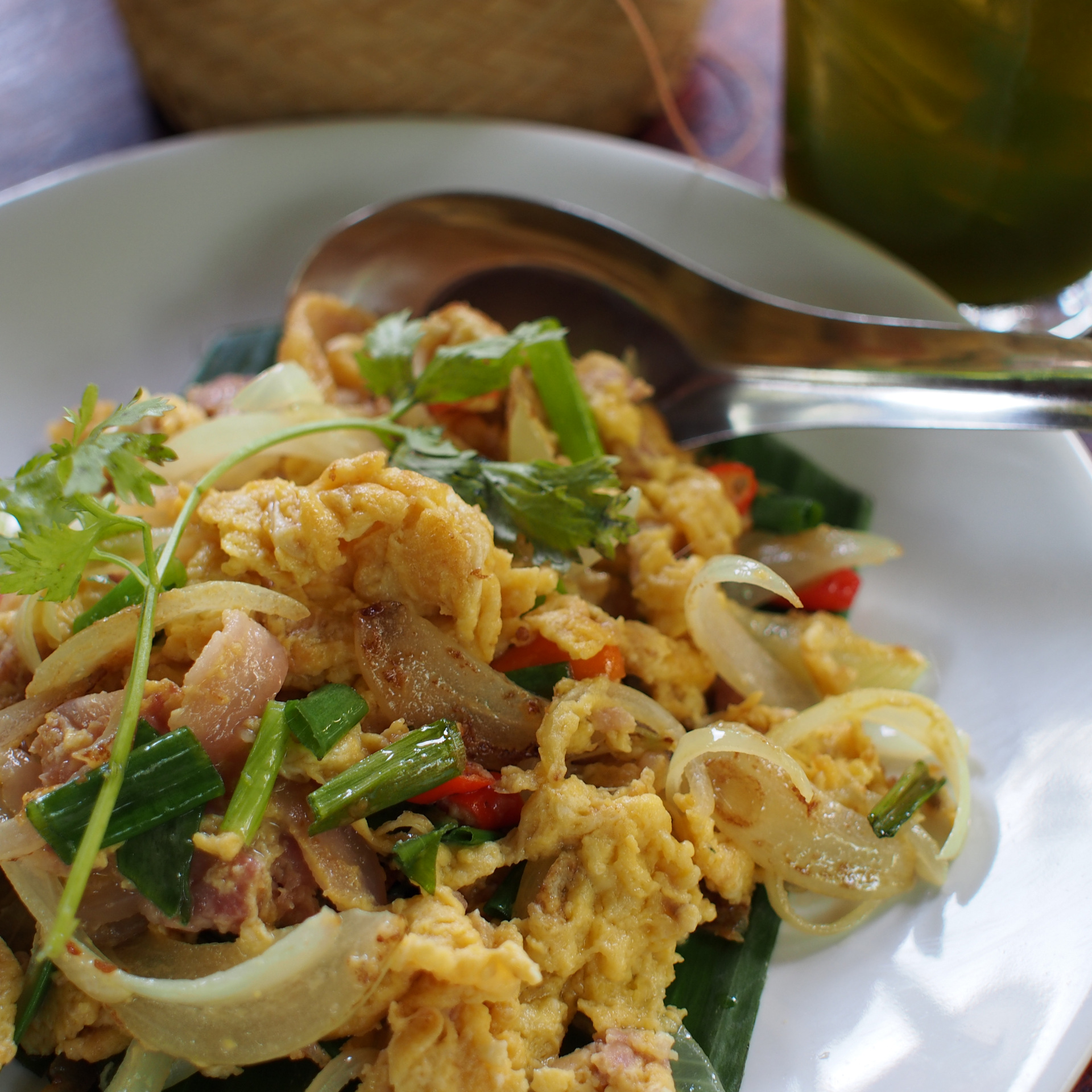
乾炒酸肉蛋（คั่วจิ๊นส้มใส่ไข่），將醃過的酸肉和蛋一起乾炒的泰北菜。
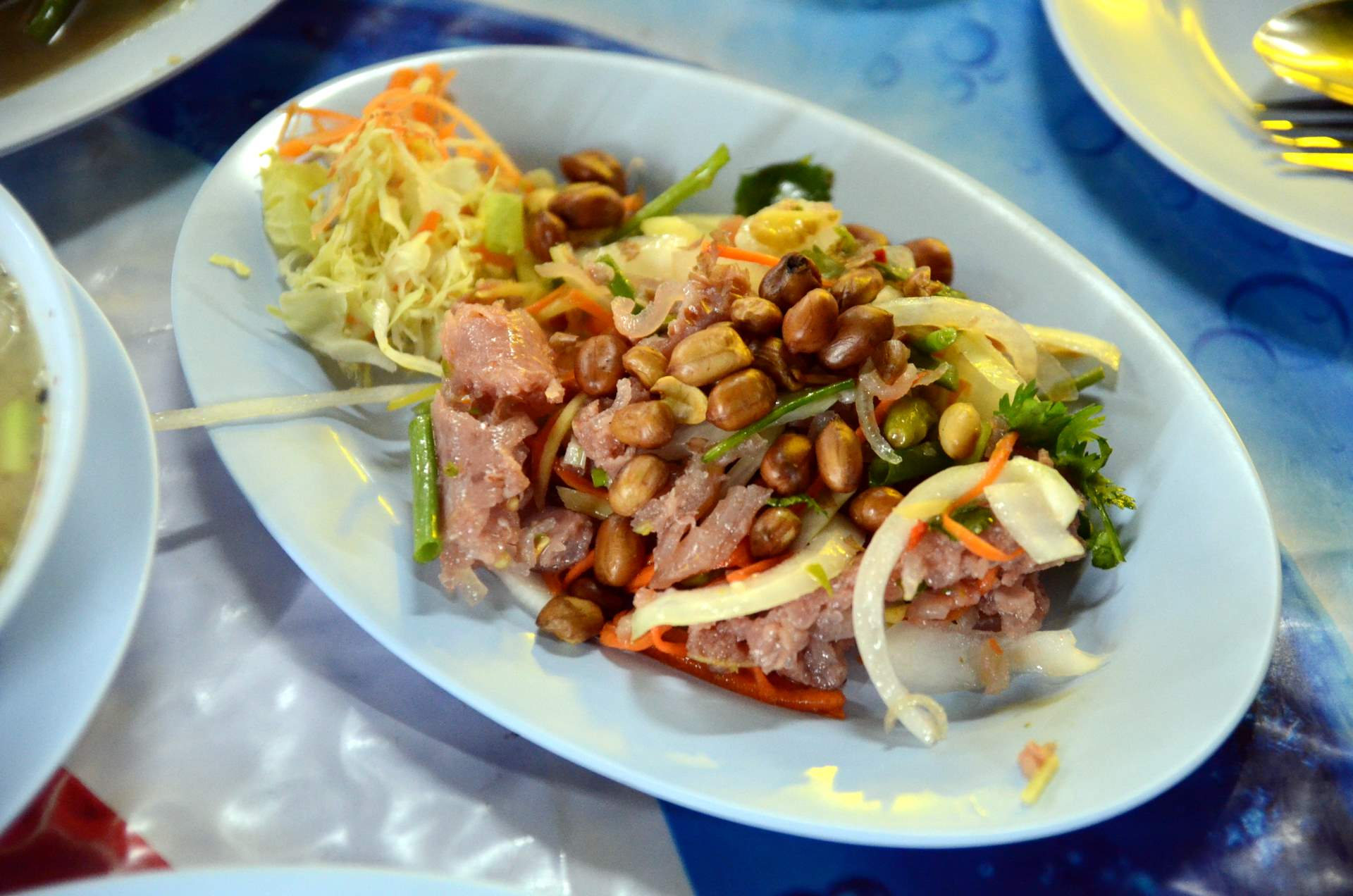
酸肉沙拉（英语：Yam naem）
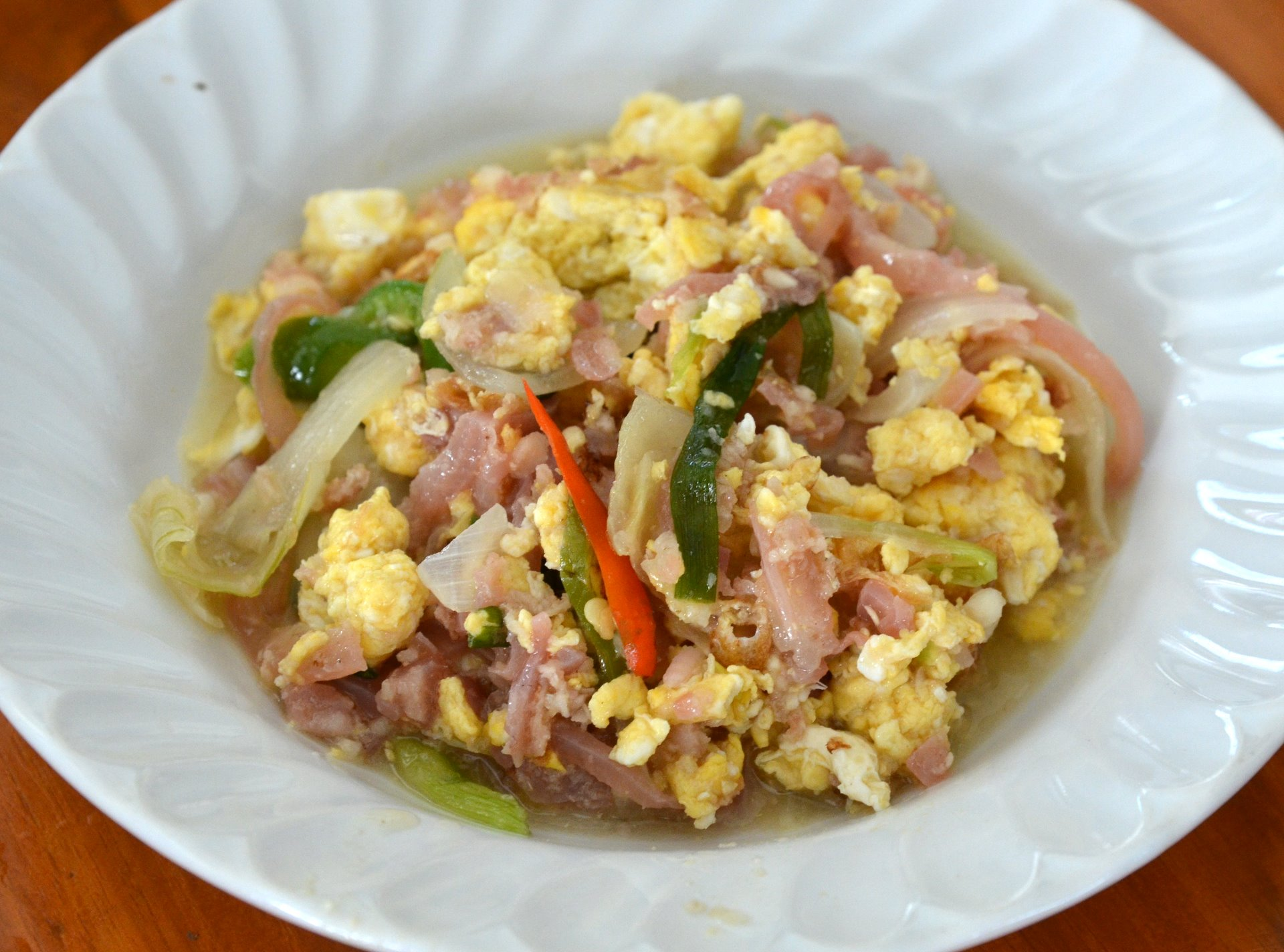
蛋炒酸肉（ผัดแหนมไส่ไข่）

## 營養成份
一份100克（3.5盎司）重的酸肉包含約185千卡熱量、20.2克（0.71盎司）蛋白質、9.9克（0.35盎司）脂肪和3.6克（0.13盎司）碳水化合物:p722。曼谷叻甲挽先皇技術學院學者瓦拉武·古頌（วราวุฒิ ครูส่ง）所發表的《泰國酸肉之工業化》（Industrialization of Thai Nham）一文指出，酸肉內可含有維生素B1、B2、三價鐵離子和磷等成份，含量不定:p722。

## 內部微生物
泰國酸肉有時會受到豬肉絛蟲、旋毛蟲等寄生蟲及大腸菌群、沙門氏菌屬等腸道病原菌污染:p721-736，但發酵流程中形成的乳酸已顯示能抑制沙門氏菌屬生長:p721-736，而彎曲乳桿菌（作為酵頭之用）預防病原菌滋生的能力也已得到證實。另一方面，酸肉有時也會在處理過程中進行照射。

### 含量標準
泰國酸肉產品裡的微生物含量受到標準規範，其中大腸桿菌O157:H7型、金黃色葡萄球菌、小腸結腸耶氏菌、李斯特菌及產氣莢膜梭菌的上限均為0.1克（0.0035盎司）。此外，每克酸肉的真菌含量不得超過10個菌落，旋毛蟲亦必需少於100克（3.5盎司）。若上述任一微生物過量，則可能導致疾病。

## 延伸閱讀
- Acton, Q.A. . Scholarly Editions. 2013: 90. ISBN 978-1-4816-8929-8 （英语）.